# Casimir II van Łęczyca
Casimir II van Łęczyca (circa 1261/1262 - Trojanów, 10 juni 1294) was van 1267 tot 1288 hertog van Brześć Kujawski en hertog van Dobrzyń en van 1288 tot 1294 hertog van Łęczyca. Hij behoorde tot het huis Piasten.

## Levensloop
Hij was de vierde zoon van hertog Casimir I van Koejavië, maar zijn tweede zoon uit zijn huwelijk met zijn derde vrouw Euphrosina van Opole, dochter van hertog Casimir I van Opole.
Na de dood van zijn vader in 1267 erfde Casimir II samen met zijn broers Wladislaus de Korte en Ziemovit de hertogdommen Brześć Kujawski en Dobrzyń. Omdat de broers nog minderjarig waren, bleef hun moeder tot in 1275 regentes, waarna de broers hun gebieden gezamenlijk regeerden.
In 1288 stierf zijn oudere halfbroer Leszek II zonder nakomelingen na te laten, waarna Casimir II hem opvolgde als hertog van Łęczyca. Het bestuur van zijn andere hertogdommen liet hij over aan zijn twee broers.
In 1289 steunde Casimir II samen met zijn broer Wladislaus de Korte de militaire campagne van hertog Bolesław II van Płock om het groothertogdom Polen te veroveren. Hun troepen werden bij de Slag bij Siewierz op 26 februari 1289 verslagen door de troepen aangevoerd door hertog Hendrik III van Glogau, hertog Bolko I van Opole en hertog Przemko I van Ścinawa. 
Nadat Bolesław II van Mazovië kort nadien om onbekende redenen zijn aanspraken op het groothertogdom Polen liet vallen, besloot Wladislaus de Korte om dit gebied voor zichzelf te veroveren. Met de nauwe samenwerking van Casimir II begon Wladislaus een oorlog tegen koning Wenceslaus II van Bohemen, die vanaf 1291 het groothertogdom Polen bezet hield. In 1292 verloren de broers de oorlog en werden Casimir II en Wladislaus door Wenceslaus II gevangengenomen. Nadat ze trouw hadden gezworen aan Wenceslaus II en het vredesverdrag op 9 oktober 1292 werd ondertekend, werden beide broers terug vrijgelaten.
Casimir II en Wladislaus gaven hun pogingen om Polen te veroveren niet op. Op 6 januari 1293 ontmoetten ze in Kalisz hertog Przemysł II van Groot-Polen en de aartsbisschop van Gniezno, waar ze gesprekken begonnen om een gemeenschappelijke actie te starten om het groothertogdom Polen te heroveren. Uiteindelijk kwam het tot een akkoord.
Nog voor deze actie begon, vielen troepen uit het grootvorstendom Litouwen het hertogdom Łęczyca binnen. Op 10 juni 1294 vond de Slag bij Trojanów aan de rivier Bzura plaats, waarbij Casimir II sneuvelde. Omdat hij ongehuwd en kinderloos bleef, gingen zijn gebieden naar zijn broer Wladislaus de Korte. Vermoedelijk werd hij begraven in de Collegiale kerk van Tum.